# Бабри (Ардени)
Бабри (фр. Barby) насеље је и општина у североисточној Француској у региону Шампања-Ардени, у департману Ардени која припада префектури Ретел.
По подацима из 2011. године у општини је живело 377 становника, а густина насељености је износила 33,3 становника/km². Општина се простире на површини од 11,32 km². Налази се на средњој надморској висини од 73 метара.

## Демографија
| 1962. | 1968. | 1975. | 1982. | 1990. | 1999. | 2011. |
| ----- | ----- | ----- | ----- | ----- | ----- | ----- |
| 184   | 209   | 211   | 347   | 384   | 352   | 377   |

График промене броја становника у току последњих година